# Heroes (pjesma Månsa Zelmerlöwa)
"Heroes" je pjesma švedskog pjevača Månsa Zelmerlöwa koju su napisali Anton Malmberg Hård af Segerstad, Joy Deb i Linnea Deb. Pjesma je 14. ožujka pobijedila na Melodifestivalenu 2015 i predstavila Švedsku te pobijedila na Eurosongu 2015. u Beču. Naslovna je pjesma Zelmerlöwog šestog studijskog albuma Perfectly Damaged.
Na Eurosongu 2015. pjesma je pobijedila na natjecanju s osvojenih 365 bodova što je treći najveći bodovni rezultat na natjecanju.